# Knut Johan Ångström
Knut Johan Ångström (12. leden 1857 Uppsala – 4. březen 1910 Uppsala) byl švédský fyzik. Byl synem švédského fyzika A. J. Ångströma, studoval na univerzitě v Uppsale mezi lety 1877 a 1884, po obdržení licenciátu, studoval krátce na univerzitě ve Štrasburku u Augusta Kundta.
Po návratu do Uppsaly, dokončil doktorské studium a byl v roce 1885 jmenován na místo na nové univerzitě ve Stockholmu. Po několika letech (1891) se vrátil do Uppsaly a v roce 1896 byl jmenován profesorem fyziky.
Zabýval se zářením Slunce a jeho absorpcí atmosférou Země, za tím účelem vymyslel různé metody a přístroje, včetně elektrického kompenzačního pyrheliometru z roku 1893 nebo fotografického zařízení infračervené části spektra (1895).
V roce 1893 byl zvolen členem Královské švédské akademie věd.